# Храм на склепіннях
Храм на склепіннях, Базиліка на горі — залишки християнського храму, датованого кінцем X — початком XI століття, в Херсонесі Таврійському. Об'єкт культурної спадщини.

## Опис
Був розкопаний 1891 року. Роботи з консервації та реставрації храму востаннє було проведено 2014 року.

Храм являв собою хрестово-купольну споруду. Розміри храму — 10,3 × 6 м. Стіни викладені з обробленого каменю на вапняному розчині, без використання цегли. У підвальному поверсі розміщувалися усипальниці. Усипальниця ділилася шістьма масивними устоями на три паралельні галереї, перекриті циліндричними склепіннями. Арки, що спираються на стовпи в підземній частині храму, відтворюють хрестову композицію верхньої частини споруди. Головний вхід у велику гробницю-катакомбу вів сходами з трьох сходинок, а ще два знаходилися з боку північного і південного нефів. Згодом один із цих бічних входів заклали цеглою. Сам склеп із п'ятьма стінними нішами квадратної та напівкруглої форм розділений на середнє і два бічні витягнуті приміщення, проходи між якими перекриті міцними склепіннями, що підтримували підлогу хрестовокупольної церкви-усипальниці. В усипальниці знайдено кілька бронзових ґудзиків, перснів, сережок, бронзових і скляних браслетів, бронзовий і кипарисовий хрести, кипарисовий гребінь і шнурок.

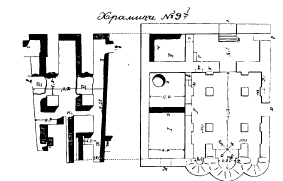
План розкопу
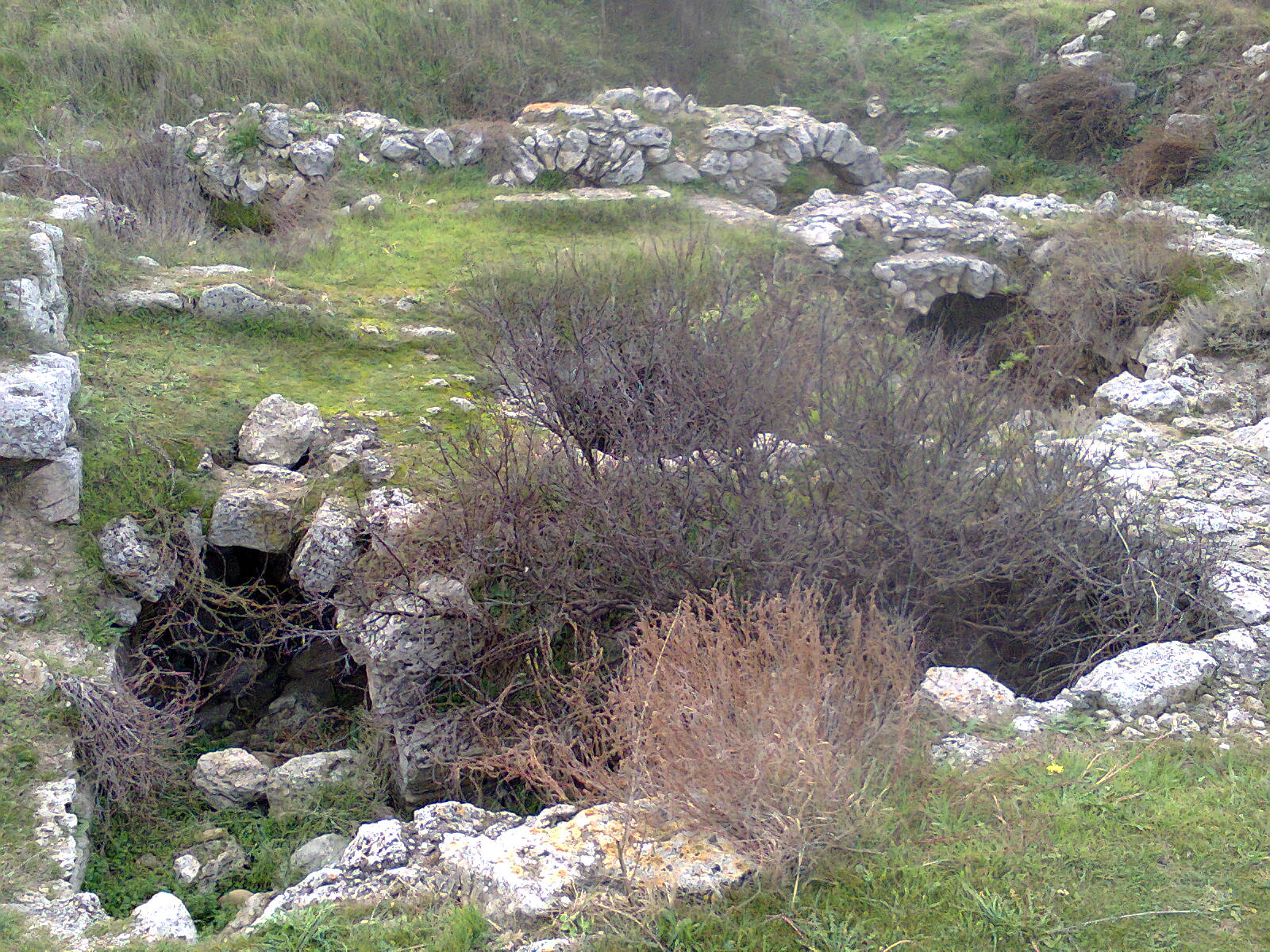
Храм на склепіннях
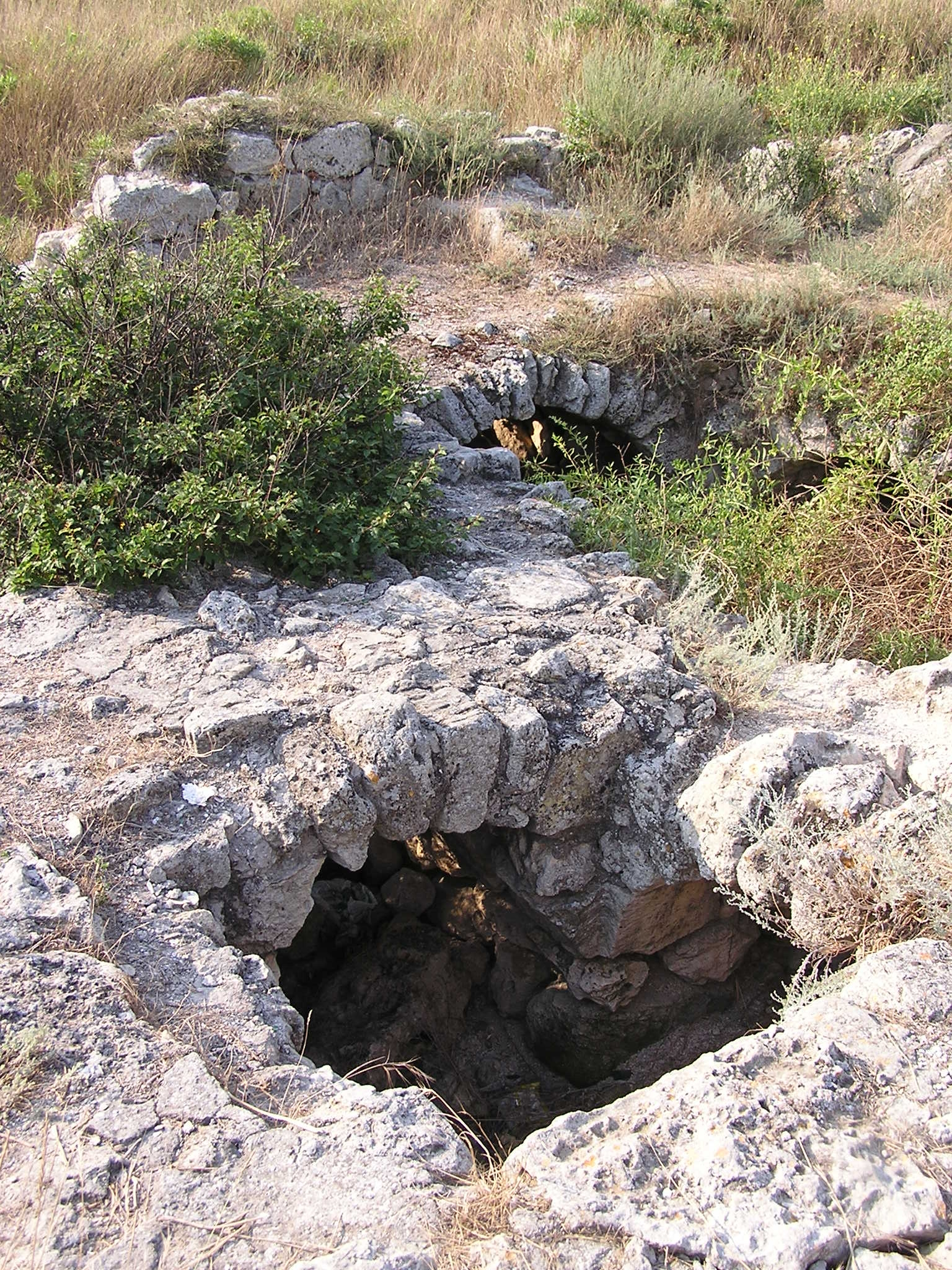

Наземна частина храму в плані є квадратом, розділеним чотирма квадратними стовпами на три нефи, що закінчуються невеликими апсидами, центральна з них трохи більша за бічні і розширюється в бік центрального простору двома уступами. Ця риса характерна для архітектурної моди Візантії після X століття. Храм перекривався куполом на барабані, який підтримували стовпи. Стовпи були з'єднані арками, як між собою, так і зі стінами. З південно-західного боку розташований вузький притвор. З півдня до храму прибудована галерея. Культурний шар потужністю до 1 метра складався з фрагментів столової та тарної кераміки. Будівля досліджена не повністю.
Час його ймовірного будівництва — кінець X — початок XI століття і знищення в XIII—XIV століттях. Храм розташований ближче до моря, у низовині, перед пологим підйомом до піднесеної західної частини городища. К. К. Косцюшко-Валюжинич не виявив на сусідній ділянці слідів будівель пізньовізантійського періоду і тому припустив, що тут знаходилася міська площа.